# おかありな
おか ありな（1992年9月4日 - ）は、日本のシンガーソングライター。三重県名張市出身。血液型はO型。ガールズバンド「ケイスケさんのお洋服ズ」のギター&ボーカル。また、所属事務所「ときめき音楽社」の社長も務めている。

## 経歴
2011年10月10日に関西を拠点に本格的に音楽活動開始し、2012年9月4日に自主制作の1stアルバム『ぐっばい、ティーンエイジャー』を発売、翌月30日に難波Meleにて初ワンマン開催。
2016年4月に単身上京し、本格的に東京で活動開始。8月31日にガールズバンド「ケイスケさんのお洋服ズ」を結成。同バンドではボーカルとギターを担当。
2017年9月4日に「ケイスケさんのお洋服ズ」の初ライブを開催した。10月1日にメジャーデビューを目標としたクラウドファンディング「おかありな 、メジャーへの挑戦。」開始。12月18日に目標金額である100万円を大きく上回る140万円を集め、クラウドファンディング終了。
2018年3月31日、東京・九段教会にて社長就任式開催。8月22日に東京進出後初のアルバム『ときめき音楽集』を全国発売し、8月30日に新木場1st RINGにてワンマンライブを開催した。
2019年冬、自身が音楽を担当したMOOSIC LAB 2019短編部門『トーキョー・ロンリー・ランデヴー』が公開予定。

## 人物
- プロレス好きで、「プ女子ンガーソングライター」を名乗っている[9][3]。新日本プロレスの後藤洋央紀ファンで、本人公認ソング「後藤洋央紀のうた」「ヒーロー」を制作している[3][5]。

## 作品

### アルバム
| 枚  | 発売日        | タイトル                     | 規格      | 規格品番                   | レーベル               | 備考                                               |
| --- | ------------- | ---------------------------- | --------- | -------------------------- | ---------------------- | -------------------------------------------------- |
| 1st | 2012年9月4日  | ぐっばい、ティーンエイジャー | CD        | 自主制作盤                 | 溜息レコーズ           | 現在は廃盤                                         |
| 2nd | 2014年1月8日  | 砂糖を舐めて醒める夢         | CD        | MELE-1009                  | Mele Records           | サウンドプロデューサーは木村壽孝（元THE ZIP GUNS） |
| 3rd | 2014年10月8日 | セーラー服を脱ぎ捨てて       | CD        | 不明                       | 溜息レコーズ           | 現在は廃盤                                         |
| 4th | 2015年9月4日  | 昔の新曲                     | CD        | 不明                       | 不明                   | 現在は廃盤                                         |
| 5th | 2018年8月22日 | ときめき音楽集               | CD+写真集 | GOODLOV-056S（初回限定盤） | GOOD LOVIN' PRODUCTION | 初の全国流通アルバム                               |
| 5th | 2018年8月22日 | ときめき音楽集               | CD        | GOODLOV-056（通常盤）      | GOOD LOVIN' PRODUCTION | 初の全国流通アルバム                               |

### シングル
| 枚       | 発売日        | タイトル       | 規格                   | 規格品番   | レーベル               | 備考                                                                             |
| -------- | ------------- | -------------- | ---------------------- | ---------- | ---------------------- | -------------------------------------------------------------------------------- |
| 配信限定 | 2016年7月18日 | 4万返せ!       | デジタル・ダウンロード | －         | リボンレコード         |                                                                                  |
| 1st      | 2018年9月19日 | ヒーロー       | 12cmCD                 | GOODLOV058 | GOOD LOVIN' PRODUCTION | 2ndアルバム『砂糖を舐めて醒める夢』収録曲のリアレンジ版。                        |
| 2nd      | 2018年9月19日 | キャッチ・ミー | 12cmCD                 | 不明       | GOOD LOVIN' PRODUCTION | 曲制作、レコーディング、冊子のデザインなどをおか自身がすべて行なったセルフ作品。 |

### 参加作品
| リリース日    | タイトル                | 規格品番 | レーベル         | 収録曲                   |
| ------------- | ----------------------- | -------- | ---------------- | ------------------------ |
| 2018年5月30日 | 鉄コンピ Vol.4 ライブ盤 | SRCD-026 | ストロボレコード | 13. スーサイドランデヴー |